# Януш Тишкевич (воєвода)
Януш Тишкевич, Ян Скумін Тишкевич  власного гербу (пол. Janusz Tyszkiewicz, 1570 /близько 1572 — 1642) — шляхтич, державний та політичний діяч Великого князівства Литовського, Речі Посполитої.

## Життєпис
Син писаря литовського, старости брацлавського Теодора (Федора) Тишкевича та його дружини Катажини Ляцької.

Посади: писар великий литовський з 1610 року, воєвода мстиславльський з 1621 р., троцький з 1626 р., віленський з 1640 року. Староста браславський, юрборський, новодворський.
Був одружений 2 рази. Перша дружина — донька смоленського каштеляна Станіслава Нарушевича Варвара (шлюб близько 1595 року). Дитина: Катажина Евгенія. Друга дружина Зоф'я Замєховська-Гольська-Лянцкоронська (шлюб 1630 року, бездітний).